# Peter Rabbit 2: The Runaway
Peter Rabbit 2: The Runaway (bra: Pedro Coelho 2: O Fugitivo; prt: Peter Rabbit: Coelho à Solta) é um filme norte-americano de animação, baseado no personagem homônimo de Beatrix Potter. Dirigido e co-escrito por Will Gluck.

## Elenco
- Domhnall Gleeson como Tomás Severino / Sr. Jeremias (voz)
- Rose Byrne como Bea / Pati Patachoca (voz)
- David Oyelowo como Percy Severino

## Produção
Em maio de 2018, foi anunciado que a Sony Pictures havia iniciado l o desenvolvimento da sequência do filme de 2018, Peter Rabbit. Em fevereiro de 2019, foi anunciado que David Oyelowo se juntou ao elenco do filme, com Rose Byrne e Domnhall Gleeson reprisando seus papéis desde o início. Elizabeth Debicki, Daisy Ridley e Margot Robbie foram confirmadas para reprisar seus respectivos papéis em outubro de 2019.

### Filmagem
A filmagem começou em fevereiro de 2019.

## Lançamento
A Sony lançou o filme nos Estados Unidos em 18 de junho de 2021. Inicialmente, ele seria lançado em 3 de abril de 2020 e 27 de março de 2020 no Reino Unido, mas a data foi adiada para 7 de agosto de 2020, e 15 de janeiro de 2021. Depois adiada novamente até 2 de abril de 2021 devido à Pandemia de COVID-19, e novamente para 11 de junho de 2021, e 2 de julho de 2021, antes de ser antecipada para 18 de junho de 2021.

### Marketing
Em 17 de fevereiro de 2019, o primeiro trailer foi lançado. Um pôster foi lançado no mesmo dia.